# 小槻秀氏
小槻 秀氏（おづき の ひでうじ、生年不詳 - 正応5年1月26日〈1292年2月15日〉）は、鎌倉時代の官人。左大史・小槻季継の子。官位は従四位上・左大史。

## 経歴
後嵯峨朝の寛元2年（1244年）父の左大史・小槻季継が没するが、秀氏は若年であったため官務（左大史上首）の地位を継ぐことができず、壬生流の小槻淳方がこれを継ぐ。この間に、秀氏は大蔵権少輔・算博士・主計頭などを務めた。
文永元年（1264年）秀氏は左大史に任ぜられ、初めて壬生流（有家）と大宮流（秀氏）の両方が大夫史として合い並ぶ。弘安3年（1280年）有家が没すが、のちに大宮流の顕衡が左大史に任ぜられ、再び両流が大夫史として並ぶ。弘安9年（1286年）12月に園城寺との争いに伴って秀氏と顕衡がともに解任され、秀氏の従兄弟にあたる順任が大夫史となるが、翌弘安10年（1287年）2月には秀氏は顕衡ともに大夫史に還任している。また、秀氏は従四位下に叙せられたのちも大夫史への留任が認められた最初の人物で四位大史と呼ばれた。正応2年（1289年）従四位上に至る。
正応5年（1292年）正月26日卒去。子息の益材が秀氏に先んじて没していたために壬生流の顕衡が単独で大夫史を占め、正安元年（1299年）になって秀氏の孫の伊綱が大夫史に任ぜられている。

## 官歴
- 嘉禄3年（1227年） 正月26日：大炊助[3]
- 時期不詳：記録所勾当。大蔵権少輔。算博士。主計頭[4]
- 文永元年（1264年） 3月14日：左大史[5]
- 文永10年（1273年） 7月：見修理左宮城判官正五位上行主計頭兼左大史[6]
- 時期不詳：穀倉院別当[4]
- 弘安9年（1286年） 12月14日：解官[7]
- 弘安10年（1287年） 2月1日：還任左大史[7]
- 時期不詳：従四位下
- 弘安11年（1288年） 3月6日：兼隠岐守[7]
- 正応2年（1289年） 2月24日：従四位上[7]。4月13日：見修理東大寺大仏長官左大史兼隠岐守[7]
- 正応5年（1292年） 正月26日：卒去[4]

## 系譜
『系図纂要』による。
- 父：小槻季継
- 母：不詳
- 生母不詳の子女
  - 男子：小槻光能
  - 男子：小槻興康
  - 男子：小槻益材
  - 男子：小槻頼清